# Norra Borgvik
Norra Borgvik är en ort i Borgviks socken i Grums kommun. Fram till och med år 1995 klassade SCB Norra Borgvik som småort.